# Matt Morgan
Matthew Thomas Morgan (Fairfield, 10 de setembro de 1976) é um ex-lutador de wrestling profissional norte-americano que trabalhou na Total Nonstop Action Wrestling.

## Carreira no wrestling
- WWE (2002–2005)
- New Japan Pro Wrestling (2005)
- Europe independent cicuit (2006)
- All Japan Pro Wrestling (2005–2006)
- Total Nonstop Action Wrestling  (2007–2013)

## Campeonatos
- Far North Wrestling
  - FNW Heavyweight Championship (1 vez) [2]
- Ohio Valley Wrestling
  - OVW Heavyweight Championship (2 vezes)[3]
- Total Nonstop Action Wrestling
  - TNA World Tag Team Championship (2 vezes) - com Hernandez (1) e Crimson (1)[4]